# Jérémy Maison
Pour les articles homonymes, voir Maison.
Jérémy Maison, né le 21 juillet 1993 à Auxerre,, est un coureur cycliste français, professionnel entre 2016 et 2019.

## Biographie

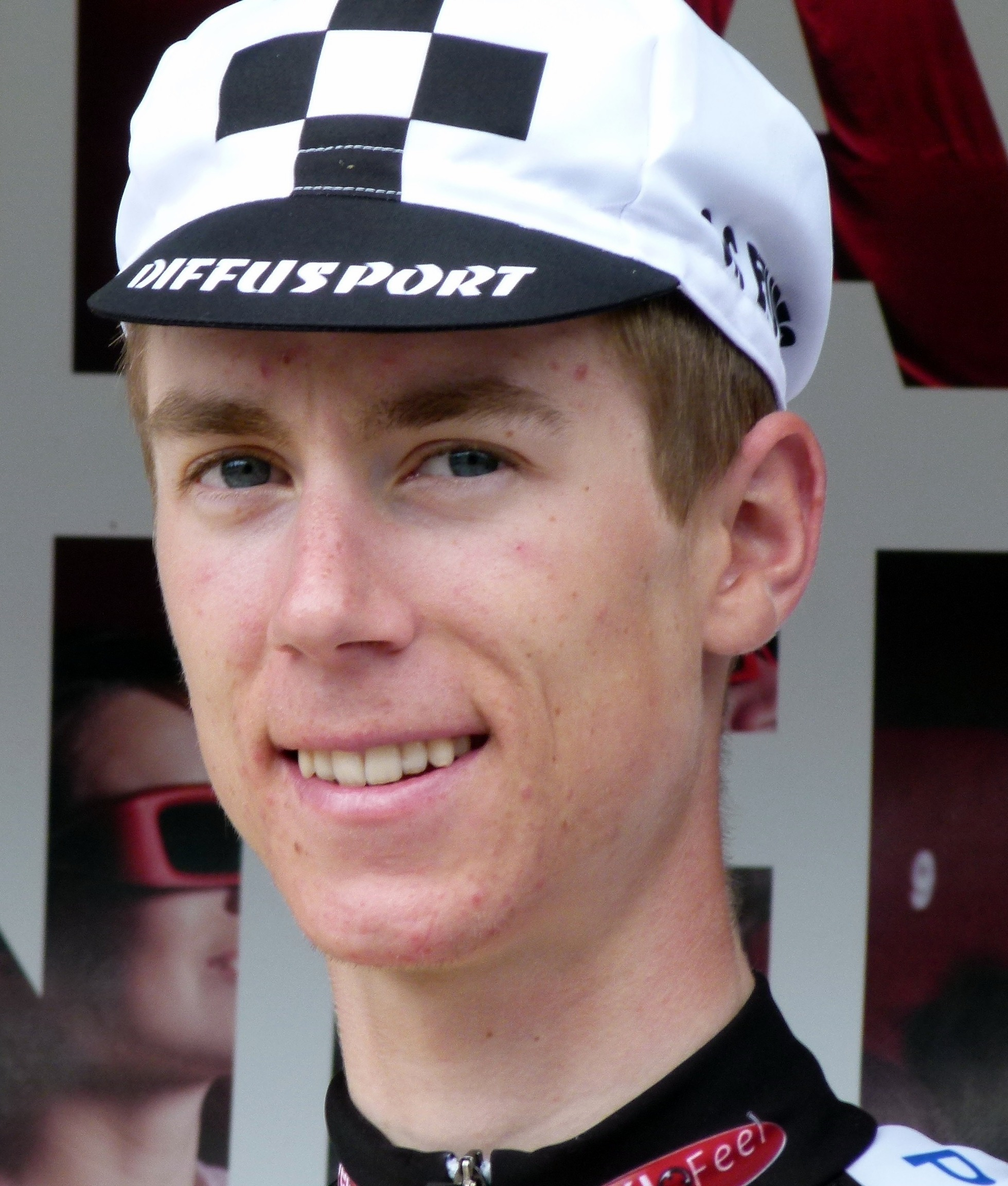
Jérémy Maison lors de la Ronde de l'Isard d'Ariège 2015.

### Jeunesse et carrière amateur
Jérémy Maison commence le cyclisme en 2007, à 14 ans, au VC Toucy,.
En juin 2014, il intègre l'équipe de France espoirs lors du Tour des Pays de Savoie, dont il prend la seizième place. Avec cette équipe, il termine neuvième du Tour de l'Avenir en août.
En 2015, il quitte le VC Toucy et rejoint le CC Étupes, club de Division nationale 1. En mai, il remporte une étape du Tour du Jura puis termine troisième de la Ronde de l'Isard d'Ariège, dont il gagne une étape au Plateau de Beille. Le mois suivant, il est quatrième du Tour des Pays de Savoie. Intéressée par son profil l'équipe FDJ lui fait signer un contrat professionnel de deux ans au deuxième semestre 2015. Lors de la cinquième étape du Tour de l'Avenir 2015, Maison se retrouve échappé en solitaire mais tombe durant une descente de col, ce qui lui provoque une fracture à une clavicule et son abandon. Ayant poursuivi ses études en parallèle de sa carrière sportive, il obtient le diplôme d'État de masseur-kinésithérapeute durant cette année 2015.

### Carrière professionnelle
Jérémy Maison devient coureur professionnel chez FDJ en 2016. Ayant terminé ses études de kinésithérapie, c'est également la première année où il peut se consacrer pleinement au vélo. Il retrouve dans cette équipe l'entraîneur David Han, qui officiait auparavant au VC Toucy. Il fait ses débuts sous ses nouvelles couleurs fin janvier sur les manches Challenge de Majorque. En mai, il participe à sa première compétition WorldTour, le Tour de Catalogne. Retenu pour prendre part au Tour de Suisse, il y est échappé lors de la quatrième étape avec trois autres coureurs mais ils se font reprendre à 3 kilomètres de l'arrivée. Le lendemain, il chute et est contraint à l'abandon. 
Il commence sa deuxième saison chez les professionnels en Australie sur le Tour Down Under dont il prend la 5e place au classement de la montagne. Performance qu'il réitère sur le Tour La Provence. En août, il prend part à son premier grand tour sur la Vuelta, terminant 10e de la cinquième étape et 63e du général. Le 29 août 2017, l'équipe continentale professionnelle Fortuneo-Oscaro annonce sa signature pour les deux prochaines saisons afin, notamment, d'accompagner Warren Barguil en montagne. En 2018, il se classe troisième du Tour de Savoie Mont-Blanc. Fin 2019, il n'est pas conservé par l'équipe bretonne et il décide de mettre un terme à sa carrière à 26 ans.

## Palmarès et classements mondiaux

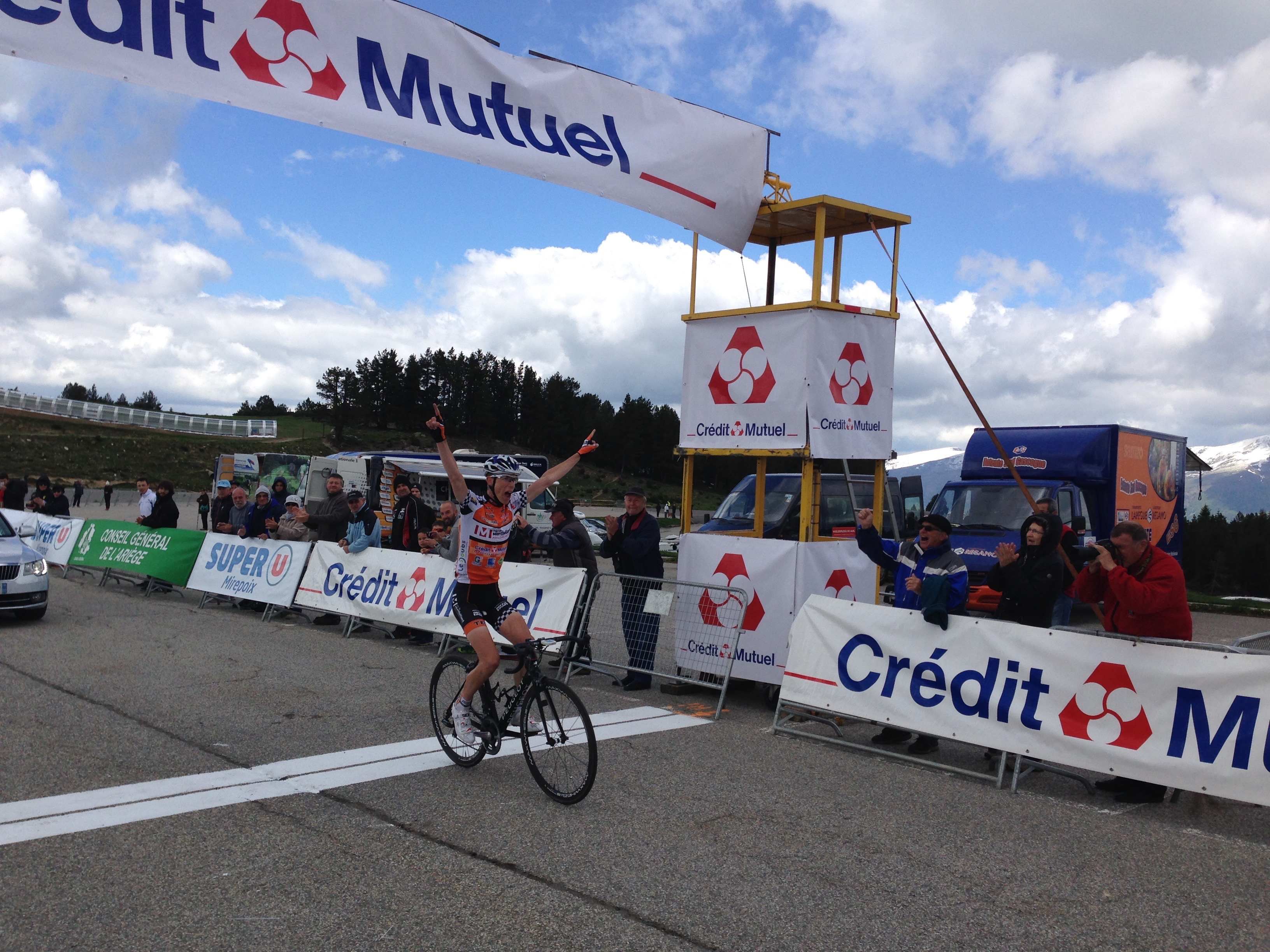
Jérémy Maison remporte une étape de la Ronde de l'Isard d'Ariège 2015 au plateau de Beille.

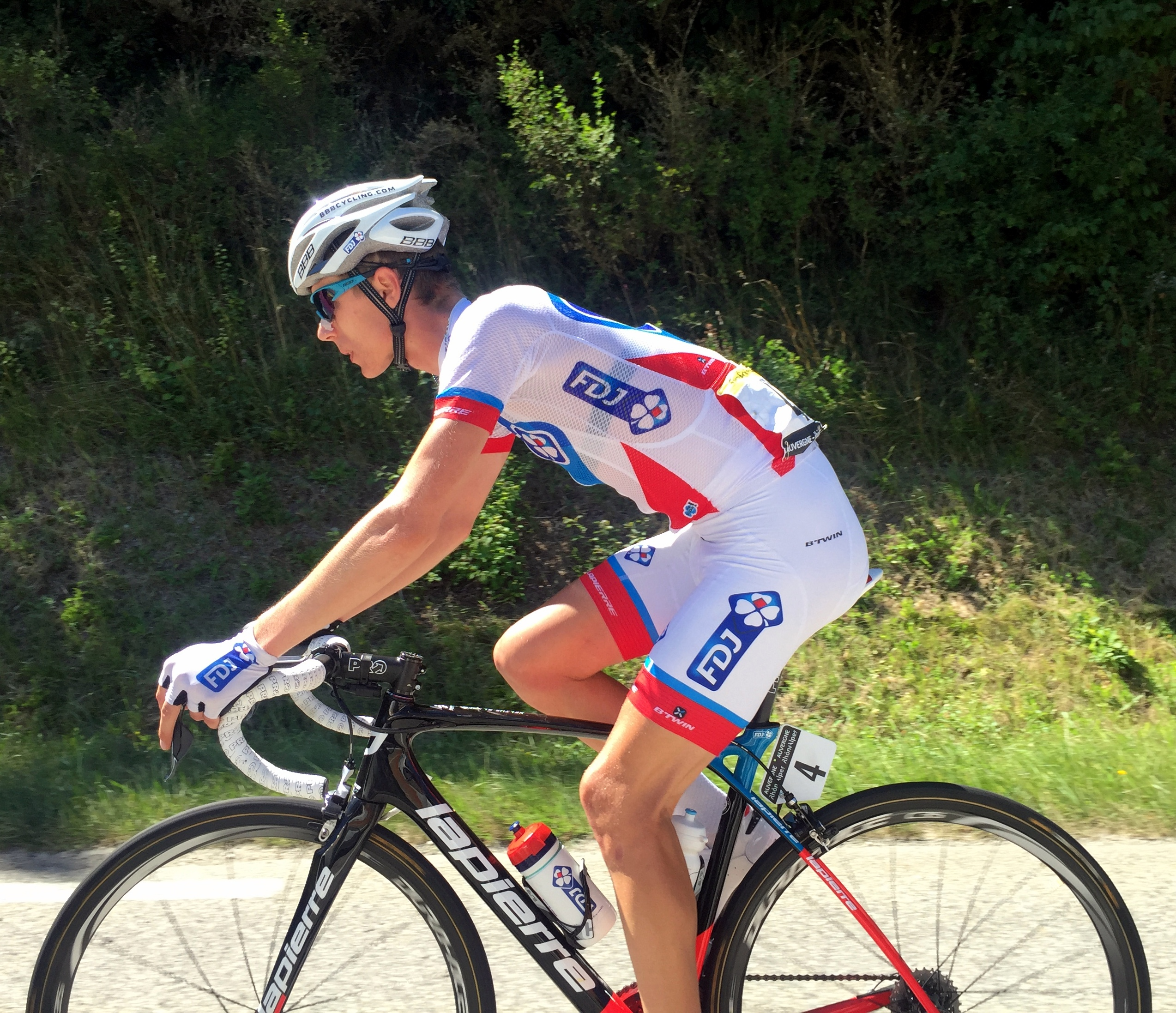
Jérémy Maison lors de la 4e et dernière étape du Tour de l'Ain 2016.

### Palmarès sur route
- 2012
  - 3e du Grand Prix de Villapourçon
- 2013
  - Grand Prix de Villapourçon
  - 2e du Tour de Mareuil-Verteillac-Ribérac
  - 3e des Bosses du Haut Drac
  - 3e du Grand Prix de Saint-Michel-de-Chavaignes
  - 3e du Grand Prix de Lugny
  - 3e du Circuit de l'Auxois
- 2014
  - Tour du Lot-et-Garonne[4]
  - Grand Prix d'Aix-en-Othe
  - Paris-Auxerre
  - Tour de Côte-d'Or :
    - Classement général[2]
    - 1re étape

  - 2e des Bosses du Haut Drac
  - 3e du Circuit de Saône-et-Loire
  - 3e du Tour du Beaujolais
- 2015
  - 4e étape du Tour du Jura
  - 2e étape de la Ronde de l'Isard d'Ariège
  - 3e du Tour du Pays Roannais
  - 3e de la Ronde de l'Isard d'Ariège
- 2018
  - 3e du Tour de Savoie Mont-Blanc

### Résultats sur les grands tours

#### Tour d'Espagne
1 participation
- 2017 : 63e

### Classements mondiaux
| Année           | 2014  | 2015 | 2016 |
| --------------- | ----- | ---- | ---- |
| UCI World Tour  |       |      | nc   |
| UCI Europe Tour | 1014e | 370e | nc   |